# Liberté économique
La liberté économique est la capacité fondamentale qu'ont les membres d'une société de procéder entre eux à des échanges de nature économique. C'est un terme qui a des acceptions différentes, tant juridique (en tant que droit fondamental) qu'économique et politique,. Une des approches principales de la liberté économique provient des traditions libérales classiques et libertariennes, qui se basent sur le libre marché, le libre-échange et la propriété privée.

## Libre-échange
Le point de vue libre-échangiste définit la liberté économique comme la liberté de produire, de commercer et de consommer des biens et services acquis sans usage de la force, de la contrainte ou du vol. Cette notion est incarnée dans un État de droit par le respect de la propriété privée et la liberté contractuelle et caractérisée par une ouverture aux marchés. Plusieurs indices mondiaux, comme le projet Economic Freedom of the World ou encore l'indice de liberté économique, tentent de mesurer la liberté économique des différents pays. D'après des études empiriques s'appuyant sur ces mêmes indices le niveau de vie, la croissance économique, l'absence de violence, de corruption et d'inégalité de revenu sont positivement corrélées au niveau de liberté économique,,,,.

## Par pays

### Canada
La liberté économique pourrait être traitée sous plusieurs aspects en droit canadien et québécois. Mais tout d'abord, il faut savoir que la notion générale de « liberté économique » n'est pas prévue dans les Chartes des droits et elle ne constitue pas une liberté constitutionnalisée en tant que telle. Cependant, le droit provincial ou le droit fédéral peut dans certaines circonstances reconnaître certaines composantes de la liberté économique, comme le droit aux biens, la liberté contractuelle et la liberté des échanges commerciaux. Mais chacune de ces composantes de la liberté économique peut elle-même être assujettie à des limites juridiques importantes.

### Suisse
En Suisse, la Constitution fédérale prévoit que « La liberté économique est garantie. Elle comprend notamment le libre choix de la profession, le libre accès à une activité économique lucrative privée et son libre exercice » (article 27).
La liberté économique s'applique aussi aux personnes morales. Cependant, l'État peut prendre « des mesures restrictives poursuivant des motifs d'ordre public, de politique sociale ou des mesures ne servant pas en premier lieu des intérêts économiques (par exemple, aménagement du territoire, politique environnementale) ».
Par exemple, la publicité pour le tabac ou l'alcool fort peut être interdite, car elle vise « un intérêt public prépondérant à la protection de la vie et de la santé ». Une ville peut également interdire l'affichage commercial en général, dans un but de politique sociale (réduction de l'exposition non désirée à la publicité et lutte contre la surconsommation).

### France
En 1842, Constantin Pecqueur considère que l'autorité d'une société, par sa hiérarchisation, conduit à renier la liberté économique individuelle ce que ne ferait pas une association,. En 1843, Pierre Leroux considère que la révolution donna à la bourgeoisie la liberté économique du commerce et de l'industrie. En 1845, la liberté économique est considérée par certains comme la liberté de travailler,.
En France, la liberté économique a longtemps été assimilée à la liberté du commerce et de l'industrie.
En droit français, la notion de liberté économique peut couvrir la liberté d'entreprendre, la liberté contractuelle, la liberté de circulation au sens économique ou la liberté d'établissement.

### Union européenne
« L’objectif sous‑jacent aux libertés fondamentales économiques consiste à créer un marché unique en éliminant les barrières aux échanges et en renforçant la concurrence »

— Conclusions de l'avocat général Sharpston présentées le 30 septembre 2010.
En 2012, la liberté économique est invoquée par Schenker AG, société requérante d'Allemagne et la demanderesse Cathay Pacific Airways Ltd et la Commission européenne, défenderesse.
En 2016, la Cour de justice de l'Union européenne considère qu'une concession de services offre une certaine liberté économique au concessionnaire.
En 2016, dans l'affaire C‑562/15, Carrefour hypermarchés SAS contre ITM Alimentaire International SASU, la cour de justice considère que la Cour a notamment jugé que le choix du nombre de comparaisons auxquelles l’annonceur souhaite procéder entre les produits qu’il offre et ceux qu’offrent ses concurrents relève de la liberté économique de l’annonceur.
En 2017, la Cour de justice considère que les droits antidumping ou l'application d'un prix minimal en vertu d’un engagement sont des entraves à la liberté économique.